# Spelfilm
En spelfilm är en film som är baserad på ett manuskript med främst fiktiv handling och arrangerade scener med skådespelare. Spelfilm står i motsats till dokumentärfilm eller rena utbildningsfilmer. Den engelska termen live-action används ibland för att specificera att en spelfilm är fotograferad istället för animerad. Samtidigt finns det vissa filmer som är både fotograferade och animerade. På engelska går dessa under live-action animated film. Ett sådant exempel är filmen Vem satte dit Roger Rabbit.
Spelfilmer brukar vanligen delas in i genrer som actionfilm, komedifilm, dramafilm och äventyrsfilm. Förutom dokumentärfilmer och animerade filmer räknas inte heller pornografiska filmer och inspelade scenframträdanden som spelfilmer.
Speltiden för en långfilm i Sverige är minst 60 minuter enligt Svenska Filminstitutets avtal 2018. Enligt 2013 års filmavtal var minimigränsen 70 minuter. 1963 var gränsen satt till minst 72 minuter eftersom det motsvarade 2 000 meter filmkopia. Internationellt är minimigränsen ofta satt till 60 minuter. Det engelska begreppet feature film, långfilm, används om filmer över en viss bestämd längd (ofta 40 minuter). På webbplatsen IMDb är gränsen satt till 45 minuter. [källa behövs] Ursprungligen var begreppet smalare, och avsåg en längre spelfilm med jämförelsevis hög budget, som var avsedd att visas som huvudnummer i en biografvisning. En sådan spelfilm kunde i så fall visas tillsammans med en B-film, som hade lägre budget.
En kortare film kallas vanligen kortfilm.

## Distribution av spelfilm
Spelfilmer med hög budget kommer i allmänhet först ut på biograf, sedan på video (som Blu-ray och DVD) och sist på TV. En film som spelas in för att sändas i TV redan från början brukar kallas TV-film.

## Källhänvisningar
1. ↑  "spelfilm". NE.se. Läst 29 oktober 2014.
2. 1 2  Svenska Akademiens ordböcker (SAOL, SO och SAOB) på Svenska.se: spelfilm
3. ↑  ”Film och Skola”. www.filmochskola.se. https://www.filmochskola.se/. Läst 15 oktober 2023.
4. ↑  ”Definition of LIVE-ACTION” (på engelska). www.merriam-webster.com. 15 oktober 2023. https://www.merriam-webster.com/dictionary/live-action. Läst 15 oktober 2023.
5. ↑  ”Stöd till produktion av filmprojekt - Lång spelfilm”. Svenska Filminstitutet. https://www.filminstitutet.se/sv/sok-stod/produktionsstod/stod-till-spelfilm/produktionsstod34/. Läst 1 mars 2024.
6. 1 2  ”Stöd till utveckling och produktion av svensk film (PDF)”. Svenska Filminstitutet. 1 november 2016. https://www.filminstitutet.se/globalassets/filmpolitiska-dokument/stod_till_utveckling_och_produktion_av_svensk_film.pdf. Läst 10 juni 2022.